# Oosthoven
Oosthoven is een kerkdorp in de Belgische gemeente Oud-Turnhout.
Niettegenstaande bepaalde delen van Oosthoven nog altijd een landelijk karakter hebben, is de verstedelijking vanuit Turnhout ook hier merkbaar. Oosthoven ligt vlak bij de R13, de ring rond Turnhout. Oosthoven had vroeger een pannenfabriek. Bij de gemeentelijke fusies van 1977 werd een deel van het grondgebied, Kijkverdriet genaamd, afgestaan aan de gemeente Ravels.
Op de hoek van het Heieinde en Schuurhoven ligt het gemeenschapscentrum De Heischuur.
Oosthoven is verbroederd met Osthofen, een gemeente in Duitsland.

## Bezienswaardigheden

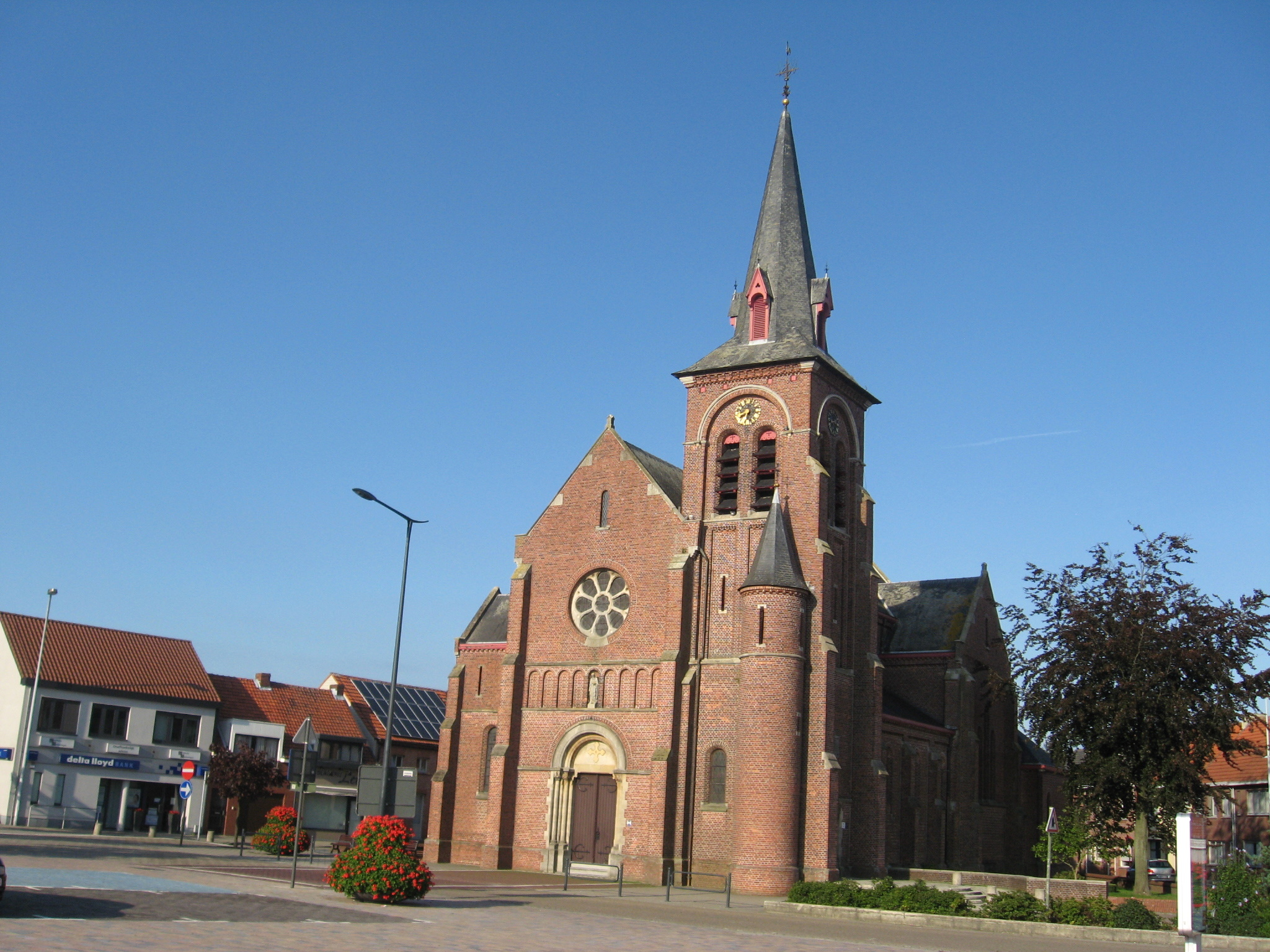
Sint-Antonius Abtkerk

- De Sint-Antonius Abtkerk: een neoromaanse kerk uit 1891-1893, naar ontwerp van architect P.J. Taeymans
- Pastorie (1919), naar ontwerp van architect P.J Taeymans
- Kapel OLV-ter-Sneeuw (1894) in de Polderstraat
- Kunstwerk ter ere van Karel Van Miert (2012)

## Sint-Antoniusviering
Elk jaar in januari vindt in Oosthoven, zoals in veel Vlaamse dorpen, een folkloristisch gebruik plaats, namelijk de verering van Sint-Antonius. Na een misviering worden honden, paarden, tractoren en dergelijke gezegend. Nadien volgt op het kerkplein een koppenverkoop waar varkenskoppen, broden, geiten enzovoort per opbod worden verkocht.

## School
Oosthoven kent één school: Basisschool Reuzepas.

## Sport en vrije tijd
Oosthoven telt één voetbalclub: KSK Oosthoven. Oosthoven telt ook één scouts genaamd Ansarat wat verbondenheid betekent.

## Nabijgelegen kernen
Turnhout, Oud-Turnhout, Ravels